# Yunmenglong
Yunmenglong („drak z Jün-meng“) byl rod obřího sauropodního dinosaura z kladu Somphospondyli, žijícího v období spodní křídy (asi před 125 až 100 miliony let) na území současné centrální Číny (provincie Che-nan, pánev Žu-jang (Ruyang)).

## Objev
Fosilie tohoto býložravého dinosaura (holotyp s kat. ozn. 41HIII-0006) byly objeveny v sedimentech souvrství Chao-ling a formálně je popsal tým čínských paleontologů v roce 2013. Fosilie pocházejí z konce období spodní křídy, jsou tedy staré asi 125 až 100 milionů let (geologické věky apt až alb). Yunmenglong byl gigantický sauropod, jehož stehenní kost byla dlouhá 192 cm a široká 65 cm. Z toho je možné odvodit, že šlo o sauropoda dlouhého kolem 30 metrů. Podle jiných odhadů byl tento sauropod dlouhý asi 20 metrů a vážil kolem 30 tun.

## Zařazení
Yunmenglong byl zástupcem kladu Somphospondyli a jeho nejbližšími vývojovými přínbuznými byly pravděpodobně rody Euhelopus, Qiaowanlong a Erketu.